# Castello di Conegliano
Il castello di Conegliano è il fulcro medievale della località veneta. Situato sulla cima del Colle di Giano, in luogo strategico, il castello domina tutta la città e il territorio ad essa circostante.

## Storia
Le più antiche notizie sulla fortezza risalgono al XII secolo. Della struttura originaria e della sua evoluzione è possibile fare delle ricostruzioni solo sulla base di testimonianze pittoriche: infatti, dell'originario complesso del castello oggi sopravvivono soltanto la  torre della Campana, parte dell'antico duomo e parte della cinta muraria.

## Il Museo civico
Il castello ospita il Museo civico di Conegliano, nel quale esistono diverse sezioni, divise per piano: la pinacoteca del pian terreno, l'ambiente di dimensioni maggiori, custodisce opere pittoriche di grande valore, come testimoniano i nomi di Giambattista Pittoni ("S. Francesco di Paola", 1750), di Palma il Giovane e del Pordenone; ai piani superiori vi sono reperti romani ritrovati nell'area coneglianese e altri oggetti di interesse storico; l'ultimo piano della torre è dedicato a personalità legate a Conegliano.
Esiste all'interno un plastico, eseguito dal trevigiano Ennio Tiveron, in scala 1/72 del castello al tempo della Serenissima.
Alla fine della visita si può godere del panorama della città e di tutta l'area circostante: la pianura veneta fino alla laguna di Venezia, buona parte della pianura friulana, i colli morenici del trevigiano e le Prealpi.